# Illa Baillie-Hamilton
L'illa Baillie-Hamilton (en anglès Baillie-Hamilton) és una de les illes àrtiques que conformen l'arxipèlag de la Reina Elisabet, pertanyent al territori de Nunavut, al nord del Canadà. L'illa està deshabitada.
L'illa és de forma rectangular, amb uns 27 quilòmetres de llargada per 22 d'amplada, una superfície de 290 km² i 74 quilòmetres de perímetre. Al nord i l'est hi ha l'illa Devon, de la qual es troba separada pel canal de Wellington. L'illa de Cornwallis es troba al sud, separada pel canal Maury. A l'oest hi ha l'illa de Bathurst.